# Cristaline
Pour l’article ayant un titre homophone, voir Cristalline.
Cristaline est une marque d'eau de source, créée en 1992 par Pierre Castel et Pierre Papillaud. Les eaux de la marque Cristaline proviennent de 35 sources différentes.
La marque « Cristaline » est un groupement d'intérêt économique, propriété du groupe Alma, à travers la société Compagnie générale des eaux de source (CGES).
En 2015, elle représentait 16,3 % des parts de marchés de l'eau en bouteille (source : Iri, CAM à fin avril 2015, d'après fabricants). Concurrencée essentiellement par les eaux minérales Évian, Volvic, et Vittel, Cristaline fait figure de leader. Cette eau est vendue dans des bouteilles de 25 cl à 8 L.

## Historique
En 1992, Pierre Papillaud, patron des eaux Roxane, et Pierre Castel, fondateur du groupe Castel, créent la marque Cristaline.
La préfecture du Vaucluse a autorisé des forages pour la source de Sainte-Cécile sur le territoire de Cairanne par trois arrêtés en date du 6 avril 1987, du 23 mai 2002 et du 6 avril 2007.
Le site d'exploitation des eaux de Sainte-Cécile a été tout d'abord la propriété du Groupe Castel, troisième intervenant sur le marché français des eaux embouteillées, par l'intermédiaire de la CGES (Compagnie générale des eaux de source). Celle-ci était propriétaire de la marque Cristaline, par sa filiale le groupe Alma, qui regroupe, outre Sainte-Cécile, une douzaine d'eaux de source.
Depuis 2008, le groupe Alma, a été cédé au groupe Roxane, dirigé par Pierre Papillaud, et à Otsuka, groupe pharmaceutique japonais.
Les bouteilles s’équipent progressivement d’un nouveau bouchon « solidaire ». Baptisé « snap clic », il s’ouvre et se referme d’un clic bloquant la bouteille. Ce qui permet, insiste la marque, « d’éviter qu’il soit perdu dans la nature et ingéré par des animaux ». Testé dès 2016 dans certains départements sur le format 50 cL, le modèle est désormais présent sur les grandes bouteilles de 1,5 L depuis la fin 2017, rapporte l’entreprise sur son site internet.

## Sources
Les eaux des bouteilles Cristaline proviennent de 34 sources différentes, 32 en France, une en Italie et une au Luxembourg. Parmi celles-ci on trouve, :
| Source (nom)                          | Captage                                 | Département                             | Code Insee |
| ------------------------------------- | --------------------------------------- | --------------------------------------- | ---------- |
| Alizée                                | Chambon-la-Forêt                        | Loiret                                  | 45         |
| Aurèle                                | Jandun                                  | Ardennes                                | 08         |
| Céline                                | Saint-Cyr-en-Val, à proximité d'Orléans | Loiret                                  | 45         |
| Chantereine                           | Chelles                                 | Seine-et-Marne                          | 77         |
| Cristal-Roc                           | Ardenay-sur-Mérize                      | Sarthe                                  | 72         |
| Bondoire Saint Hippolyte (de la)      | Saint-Hippolyte                         | Indre-et-Loire                          | 37         |
| Doye (de la)                          | Les Neyrolles                           | Ain                                     | 01         |
| Elena                                 | Chambon-la-Forêt                        | Loiret                                  | 45         |
| Eleonore (source Eleonore)            | Guenrouet                               | Loire-Atlantique                        | 44         |
| Emma (source des Lilas)               | Pont-Saint-Pierre                       | Eure                                    | 27         |
| Inès                                  | Avelin                                  | Nord                                    | 59         |
| Isabelle (source de La Reine)         | Saint-Goazec                            | Finistère                               | 29         |
| Louise                                | Mérignies                               | Nord                                    | 59         |
| Luciole                               | Le Luc                                  | Var                                     | 83         |
| Lydivine (source des Grands bois)     | Fismes                                  | Marne                                   | 51         |
| Mélèzes                               | Chorges                                 | Hautes-Alpes                            | 05         |
| Noémie                                | Chelles                                 | Seine-et-Marne                          | 77         |
| Pampara                               | Dax                                     | Landes                                  | 40         |
| Perline                               | Arcens                                  | Ardèche                                 | 07         |
| Rey                                   | Morgex, en Italie                       | -                                       | -          |
| Romy                                  | Jandun                                  | Ardennes                                | 08         |
| Roxane                                | Beckerich, au Luxembourg                | -                                       | -          |
| Saint-Cyr La Source                   | Saint-Cyr-en-Val, à proximité d'Orléans | Loiret                                  | 45         |
| Saint-Jean-Baptiste                   | Busigny                                 | Nord                                    | 59         |
| Saint-Léger                           | Pérenchies                              | Nord                                    | 59         |
| Saint-Martin                          | Saint-Martin-de-Gurson                  | Dordogne                                | 24         |
| Saint-Médard                          | Saint-Martin-de-Gurson                  | Dordogne                                | 24         |
| Sainte-Aude (source Sainte Aude)      | Guenrouet                               | Loire-Atlantique                        | 44         |
| Sainte-Cécile                         | Cairanne                                | Vaucluse                                | 84         |
| Sainte-Hélène                         | Ardenay-sur-Mérize                      | Sarthe                                  | 72         |
| Sainte-Lucie (source de Sainte-Lucie) | Fismes                                  | Marne                                   | 51         |
| Sainte-Sophie                         | Pérenchies                              | Nord                                    | 59         |
| Valon (anciennement Metzeral)         | Metzeral                                | Haut-Rhin                               | 68         |
| Vermont                               | Genay, métropole de Lyon                | Circonscription départementale du Rhône | 69         |

À noter que la source Arline de Franconville n'est plus exploitée depuis 2012.

## Propriétés et composition analytique
Provenant de plusieurs sources différentes, selon le site officiel de la marque, toutes les sources comportent des teneurs inférieures à 8 mg/l en nitrates et 180 mg/l en calcium.
Propriétés : calcium (Ca2+), magnésium (Mg2+), sodium (Na+), potassium (K+), fluorures (F–), silice (SiO2), hydrogénocarbonates (HCO3–), sulfates (SO42–), chlorures (Cl–), nitrates (NO3–), extrait sec à 180 °C, pH.
| Source naturelle (sauf précision) | Date de l'autorisation préfectorale     | Ca2+ | Mg2+ | Na+  | K+  | F–    | SiO2 | HCO3– | SO42– | Cl–  | NO3– | Extrait sec à 180 °C | pH  | « Convient pour la préparation des aliments des nourrissons » (France) |
| --------------------------------- | --------------------------------------- | ---- | ---- | ---- | --- | ----- | ---- | ----- | ----- | ---- | ---- | -------------------- | --- | ---------------------------------------------------------------------- |
| Aurèle                            | 4 juin 1992                             | 106  | 4,2  | 3,5  | 1,5 | 0,9   | 8,3  | 272   | 50    | 3,8  | < 1  | 268                  | 7,2 | Non                                                                    |
| Céline                            | 6 juillet 2009                          | 68   | 7    | 11   | 4   | 0,1   | 40   | 234   | 5     | 19   | < 1  | 274                  | 7,5 | Oui                                                                    |
| Chantereine                       | 18 avril 1969                           | 119  | 28   | 6    | 2   | 0,6   | 15   | 430   | 55    | 8    | < 1  | 467                  | 7,5 | Non                                                                    |
| Cristal-Roc                       | 5 juin 1989                             | 73   | 2    | 4,5  | 1,3 | < 0,1 | 14   | 200   | 20    | 10   | < 1  | 223                  | 7,7 | Oui                                                                    |
| Elena                             | 23 avril 2009                           | 67,5 | 6,9  | 8,4  | 2,3 | 0,4   | 15   | 228   | 11    | 15   | < 1  | 241                  | 7,6 | Oui                                                                    |
| Eleonore                          | 12 octobre 1992                         | 67   | 14,7 | 20,8 | 1,2 | 0,3   | 10   | 236   | 38    | 38,7 | < 1  | 347                  | 7,7 | Oui                                                                    |
| Emma                              | 6 octobre 2003                          | 38   | 15   | 11   | 15  | 0,1   | 12,5 | 190   | 32    | 10,4 | < 2  | 239                  | 7,2 | Oui                                                                    |
| Isabelle                          | 20 janvier 1966                         | 1,5  | 2,2  | 12,5 | 0,5 | < 0,1 | 4,8  | 3,5   | 3     | 20   | 5    | 50                   | 5,4 | Oui                                                                    |
| La Doye                           | 17 avril 2002                           | 64,5 | 3,5  | 12   | 0,5 | < 0,1 | 1,8  | 195   | 6     | 20   | 2,5  | 223                  | 7,5 | Oui                                                                    |
| Louise                            | 31 décembre 2009                        | 65   | 26   | 55   | 20  | 1     | 26   | 443   | 29    | 13   | < 1  | 455                  | 7,5 | Non                                                                    |
| Lydivine                          | 26 mai 2008                             | 120  | 25   | 7    | 3   | 0,4   | 13   | 430   | 37    | 8    | < 1  | 480                  | 7,6 | Non                                                                    |
| Noémie                            |                                         | 113  | 28   | 7    | 2   | < 1   | 15   | 447   | 42    | 8    | < 2  | 421                  | 7,3 | Non                                                                    |
| Perline (gazéifiée)               | 21 mai 1996                             | 6    | 3    | 31   | 1,1 | 0,4   | 1,9  | 72    | 7     | 8    | < 2  | 162                  | 4,9 | Non                                                                    |
| Rey                               |                                         | 54   | 6    | 1,4  | 2,1 | < 1   | 0    | 129   | 64    | 0,2  | < 1  | 196                  | 7,7 | Oui                                                                    |
| Roxane                            | 12 mars 1986                            | 98   | 2    | 3,1  | 0,6 | < 0,1 | 6,5  | 257   | 33    | 6,8  | 6,9  | 275                  | 7,6 | Oui                                                                    |
| Saint-Jean-Baptiste               | 23 novembre 1981                        | 82   | 7,4  | 7,3  | 1,9 | 0,2   | 24   | 263   | 18    | 14   | 3,9  | 292                  | 7,5 | Oui                                                                    |
| Saint-Martin                      |                                         | 68   | 11   | 21   | 2   | 0,2   | 12   | 219   | 39    | 28   | < 1  | 300                  | 7,3 | Oui                                                                    |
| Saint-Médard                      | 15 mars 2002                            | 40   | 11   | 47   | 3   | < 0,1 | 36   | 177   | 8     | 70   | 1    | 320                  | 7,5 | Oui                                                                    |
| Sainte-Cécile                     | 6 avril 1987 31 mai 2002 6 février 2007 | 39   | 25   | 19   | 1,5 | <0,1  | 23   | 290   | 5     | 5    | < 1  | 270                  | 7,7 | Oui                                                                    |
| Sainte-Sophie                     | 20 novembre 2001                        | 67   | 26   | 84   | 20  | 0,98  | 29   | 473   | 61    | 32   | < 2  | 564                  | 7,4 | Non                                                                    |
| Valon                             | 2 avril 2009                            | 6,4  | 1,2  | 3    | 0,5 | < 0,1 | 8,5  | 20    | 5     | 3    | 4    | < 30                 | 6,5 | Oui                                                                    |
| Vermont                           |                                         | 64   | 10   | 89   | 3   | 0,13  | 22   | 245   | 17    | 140  | < 1  | 300                  | 7,3 | Oui                                                                    |

## Gammes et conditionnement

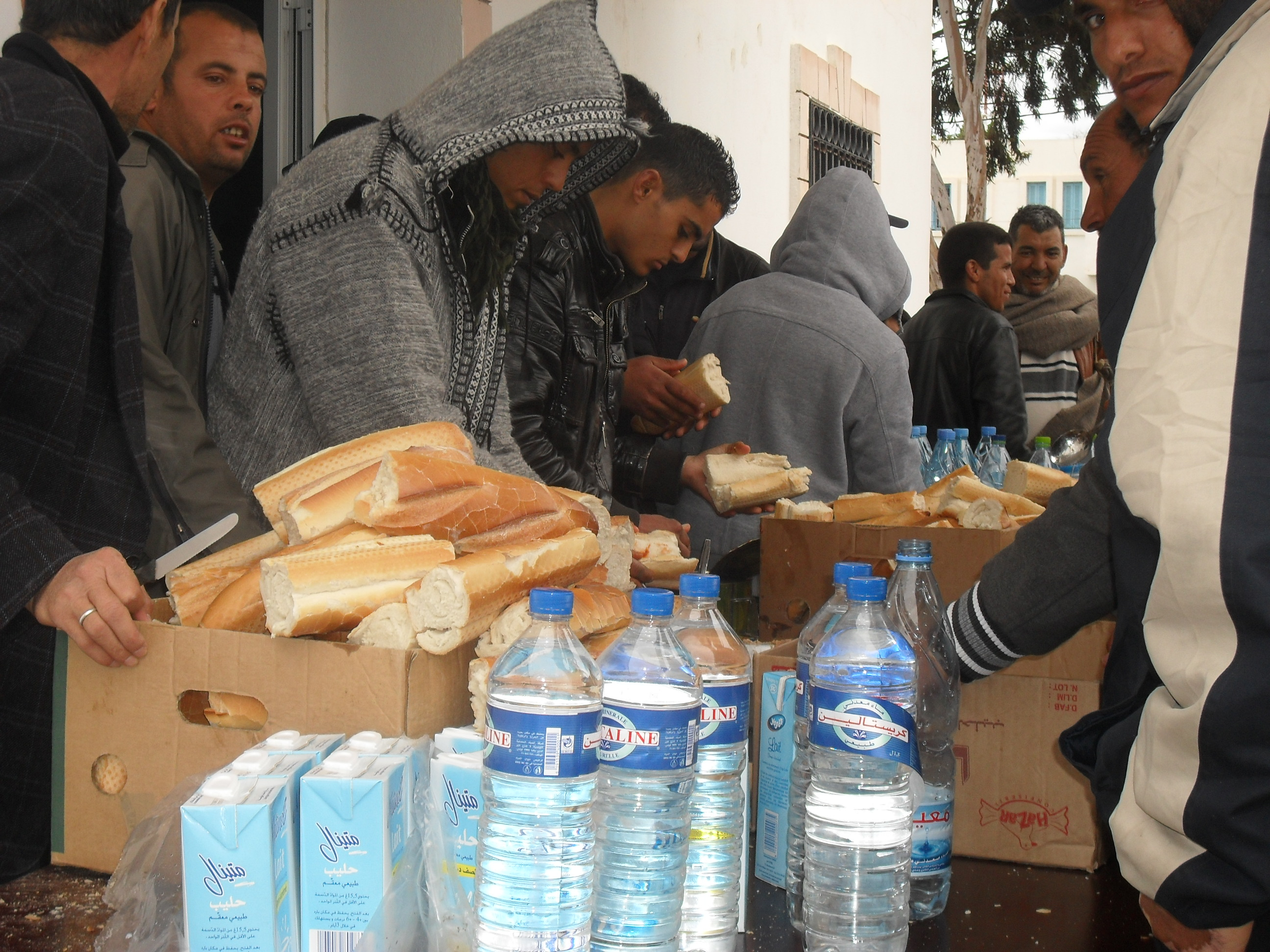
Pains et bouteilles d'eau offerts aux réfugiés arrivés de Libye en 2011 au camp de réfugiés de Choucha, dont des « Cristaline ».

Cristaline est vendue en conditionnement plastique, sous forme de packs de grandes et petites bouteilles, notamment dans la grande distribution. Selon l'entreprise, elle affirme avoir pour engagement le recyclage avec l'utilisation en 2015 de plastique recyclé dans les nouvelles bouteilles et un emballage ayant réduit le poids du plastique. Dans un article sponsorisé, elle annonce la possibilité de recycler 100% des bouteilles produites depuis 2023.
En 2022, l'association Agir, confirme la présence de microplastiques dans les eaux en bouteille qui se retrouvent dans le corps des consommateurs. Cette étude est faite à partir d'un pannel de plusieurs eaux dont celle de Cristaline.
L'entreprise produit des eaux plates, gazeuses, aromatisées et au thé infusé.

## Marketing et ventes
Les publicités télévisées de Cristaline sont plutôt rares et courtes afin d'en réduire les coûts. Parmi elles, une campagne de publicité a été lancée en 2004 pour un coût de 1,2 million d'euros sur l'année. Le spot ne durait que douze secondes pendant lesquelles Guy Roux dit : « Moi, pour fêter une victoire, j'offre toujours une bonne bouteille… de Cristaline ».
En 2007, une campagne d'affichage massive pour la marque Cristaline a fait réagir la ministre de l'Environnement Nelly Olin, et a motivé des plaintes d'Eau de Paris et le SEDIF. Une des affiches montrait une cuvette de WC barrée d'une croix avec le slogan « Je ne bois pas l'eau que j'utilise ». Pour ce dénigrement, la société Cristaline a été condamnée à 100 000 € de dommages le 16 avril 2015.
Selon l'institut Nielsen IQ sur les produits les plus vendus dans les supermarchés français en 2024, Cristaline joue un rôle important dans la consommation des Français. Dans un classement dominé par les boissons, le pack de 6 bouteilles de 1,5L (268 millions de ventes) est en première position, suivi de la bouteille à 1,5L (220 millions de ventes).